# Pierre Boillot
Pour les articles homonymes, voir Boillot.
Pierre Boillot était un pilote de chasse et as de l'aviation français de la Seconde Guerre mondiale. Il est né le 22 juin 1918 à Laissey et mort le 1er septembre 1994 à Paris.

## Carrière et combats
Né le 22 juin 1918 à Laissey, il opte pour une carrière militaire et obtient son brevet de pilote le 7 juin 1938, avant de rejoindre la 4e escadrille du GC.II/7 en mai 1939, à la base aérienne de Luxeuil. Dès la déclaration de guerre, en septembre 1939, il participe à des opérations de protection d'appareils de reconnaissance au-dessus de la zone opérationnelle s'étendant, le long des bords du Rhin, de Rhinau jusqu'à Bâle. Aux commandes d'un MS.406, il connait son premier combat aérien, contre un bombardier Dornier Do 17, dès novembre 1939 (NB. Combat sans résultat), mais doit attendre le matin du 20 avril 1940, pour obtenir sa 1re victoire homologuée contre un Bf.109E du 2/JG.54 au-dessus de Belfort. Puis survient l'offensive allemande du 10 mai 1940 et les combats se multiplient (avec un entrainement préalable réduit pour les pilotes français et des moyens de communication radio inexistants entre avions sauf pour le chef d'escadrille qui ne peut communiquer qu'avec une voiture radio au sol et seulement dans un rayon de 80 km...) :
- 10 mai 1940 : il abat, en coopération, un bombardier Heinkel He 111 ;
- 11 mai 1940 : dans la région de Luxeuil-Les-Bains, il est touché en combat aérien. Il pose son appareil mais est pris pour cible par la DCA amie qui croit qu'il s'agit d'un avion allemand. Il est récupéré par les troupes amies mais son MS 406 n'est pas récupérable[2],[3]
- 11 mai 1940 : il abat un Junkers Ju 88, qui lui est compté comme « probable » ;
- 7 juin 1940 : il obtient 1 nouveau succès : 1 He.111 en coopération.

As de la campagne de France, le GC.II/7 est rapatrié en Tunisie et rééquipé de D.520. Après le débarquement anglo-américain en Afrique du Nord (novembre 1942), il reprend du service aux côtés des troupes alliées mais son unité est cantonnée dans des missions d'escorte de convois maritimes et de surveillance côtière, ce qui n'empêche pas le jeune sergent-chef, volant désormais sur Spitfire Mk.V, d'obtenir 2 victoires contre des Ju 88 (NB. Les 10 et 30 octobre 1943). En septembre 1943, son unité, rebaptisée GC.II/7N, est basée en Corse, d'où, à compter d'août 1944, il participe au débarquement allié en Provence. Entretemps promu officier, il combat successivement au-dessus de la vallée du Rhône, des Vosges et du territoire allemand, obtenant, au cours de l'hiver 1944 et du printemps 1945, 4 nouvelles victoires homologuées, en l'occurrence 4 Bf.109 (NB. Les 3 octobre, 8 octobre, 24 décembre 1944 et le 18 mars 1945).
La Seconde Guerre mondiale terminée, il décide de poursuivre sa carrière dans l'Armée de l'air. Il commande l'escadron 3/4 Flandres en 1952, le CTB de Cazaux puis la 5e escadre d'Orange. En 1964, il commande la base aérienne de Romilly. Il termine sa carrière au 2e CATAC à Nancy. Il fut "officier de marque des prototypes expérimentaux"(date inconnue). Il termine sa carrière militaire comme colonel en 1969. Il est ensuite embauché chez Dassault et prend sa retraite en 1983.

## Palmarès
Il fut crédité de treize victoires homologuées et d'une victoire probable, obtenues au cours de 390 missions et 523 heures de vol de guerre.

## Décoration et mémoire
- Une recherche est en cours pour savoir si le colonel Boillot a été honoré d'autre(s) décoration(s) (01/11/2021).
- Croix de guerre 1939–1945
- Une place porte son nom à Laissey, sa ville natale.